# Henning Ernst Müller
Henning Ernst Müller (* 1961 in Leverkusen) ist ein deutscher Rechtswissenschaftler, Kriminologe und Hochschullehrer. Er hat den Lehrstuhl für Strafrecht, Kriminologie, Jugendstrafrecht und Strafvollzug an der Universität Regensburg inne.

## Leben
Henning Ernst Müller besuchte das Leverkusener Carl-Duisberg-Gymnasium bis zum Abitur 1981. Er leistete Zivildienst und studierte von 1983 bis 1988 Rechtswissenschaft an der Freien Universität Berlin. Anschließend war er wissenschaftlicher Mitarbeiter am Lehrstuhl von Ulrich Eisenberg. Von 1991 bis 1994 war er Referendar im Bezirk des Kammergerichts. Im Jahre 1992 promovierte Müller an der Freien Universität Berlin mit der Dissertation Behördliche Geheimhaltung und Entlastungsvorbringen des Angeklagten.
Nach dem zweiten juristischen Staatsexamen war er wissenschaftlicher Assistent am Lehrstuhl seines Doktorvaters Ulrich Eisenberg. Im Sommer 1999 habilitierte er sich an der FU mit der Schrift Falsche Zeugenaussage und Beteiligungslehre. Müller erhielt die venia legendi für Strafrecht, Strafprozessrecht, Kriminologie, Jugendstrafrecht und Strafvollzug.
Nach einer Lehrstuhlvertretung wurde Müller im Juli 2000 als Nachfolger von Klaus Rolinski auf den Lehrstuhl für Strafrecht, Kriminologie, Jugendstrafrecht und Strafvollzug an der Universität Regensburg berufen und zum Universitätsprofessor ernannt. Von 2004 bis 2006 war er Dekan der Juristischen Fakultät. 
Müller ist verheiratet und hat zwei Kinder.

## Wissenschaftliche Tätigkeit
Seit 2009 ist er Autor auf dem juristischen Beck-Blog und äußert sich zu bundesweit bekannt gewordenen Fällen, wie dem Fall Gustl Mollath, dem Unglück bei der Loveparade 2010 und dem Brandanschlag von Altena. Daneben publiziert er unter anderem auch in den Onlinemagazinen Telepolis, Legal Tribune Online und Carta; auch auf Twitter ist Müller aktiv.

## Interview
- Keine Wiederaufnahme im Fall Mollath, "Ich bin nach wie vor ziemlich betroffen", Interview der LTO mit Prof. Dr. Henning Ernst Müller vom 25. Juli 2013, abgerufen am 1. März 2022